# Musique pour l'esprit en deuil
Musique pour l'esprit en deuil (Nederlands: Muziek voor de geest in rouw) is een compositie van Rudolf Escher.

## Geschiedenis
Escher werkte aan de basis van dit werk onder de werktitel L’acte sonore a travers les désastres in de oorlogsjaren 1941-1942. Hij orkestreerde het in het jaar daarop en rondde dat op 9 februari 1943 af, vlak voordat hij voor razzia’s in Leiden en Oegstgeest moest vluchten naar Reeuwijk. Het draagt die oorlog met zich mee in het "destructieve geweld van een verdorven politiek systeem en zijn militaire terreurapparaat". Het werk kent een korte introductie, waarna de basis tevoorschijn komt. Deze is op zich drieledig, melodieën in hoge strijkers, fluit en hobo), in lage strijkers (celli en contrabas) en een “sonnerie de chasse”. Ze worden gevolgd door een melodielijn in de trompet. De eerste drie worden uitgewerkt (expositie). Lange melodielijnen en een mars (als tegenstelling van de lyrische lijnen) leiden middels herhaling naar de climax, waarna een klagende coda volgt met een belangrijke partij voor de althobo. Hoe donker ook, het werk werkt naar een verlichtend slot toe. Het werd omschreven als een combinatie van Franse en Duitse muziek met hier en daar een vleug neoclassicisme. Gedurende het gehele werk zijn flarden flamencomuziek te horen.
Het werk kreeg de Amsterdamse Muziekprijs toebedeeld in 1946, zonder dat de muziek nog te horen was geweest. De juryleden Karel Philippus Bernet Kempers, Eduard van Beinum en Willem Pijper zorgden voor een waardering van 1000 gulden. Toekenning van de prijs betekende tevens een garantie voor uitvoering door het Concertgebouworkest.

## Uitvoeringen
Dat orkest gaf dan ook de première op 19 januari 1947 in het Concertgebouw onder leiding van Van Beinum. Het Parool van 20 januari 1947 roemde de orkestratie en opbouw en vond dat dit werk meerdere uitvoeringen verdiende, niet alleen in Amsterdam. De Tijd had een andere visie; het vond het een werk van een nog onervaren componist, dat nog inkorting en revisie behoefde. Het bleef overeind tussen werken van Aleksandr Glazoenov en Ludwig van Beethoven. In een door het Concertgebouw uitgeschreven enquête in voorjaar 1947 bleek het werk zeer gewild onder haar publiek; het verloor echter ruimschoots van de Symfonie nr. 7 van Anton Bruckner. In 1948 stond het werk weer op de lessenaar, waarbij Jan Mul van De Volkskrant het een geniaal werk noemde. In datzelfde jaar leidde Van Beinum het opnieuw op een feestconcert tijdens het ISCM. Het viel toen positief op tussen werken van Roger Sessions (tweede symfonie), Karl Birger Blomdahll en Arthur Malawski. Bij uitvoeringen in 1991 en 1994 kreeg het nog steeds positieve recensies.
 Het Concertgebouworkest heeft het werk in de periode 1947 tot 2018 eenendertig keer gespeeld onder dirigenten Van Beinum (nam het in 1954 mee op een Amerikaanse tournee), Hans Vonk, Riccardo Chailly, Bernard Haitink en Daniele Gatti. Het Radio Filharmonisch Orkest speelde het werk in 2019 na de brand in de Notre-Dame van Parijs.

## Orkestratie
- 1 piccolo, 3 dwarsfluiten (III tevens piccolo), 3 hobo’s, 1 althobo, es-klarinet, 3 klarinetten, 1 basklarinet, sopraansaxofoon/altsaxofoon, 3 fagotten, 1 contrafagot
- 4 hoorns, 4 trompetten, 3 trombones, 1 tuba
- pauken, zes man/vrouw percussie, piano, 2 harpen
- 16 eerste violen, 14 tweede violen, 12 altviolen, 10 celli en 8 tot 10 contrabassen